# NGC 115
NGC 115 (ook wel PGC 1651, ESO 350-17 of MCG -6-2-6) is een balkspiraalstelsel in het sterrenbeeld Beeldhouwer.
NGC 115 werd op 25 september 1834 ontdekt door de Britse astronoom John Herschel.